# Nationaal park Corcovado (Costa Rica)
Nationaal park Corcovado (Spaans: Parque Nacional Corcovado) is een nationaal park in Costa Rica. Het is sinds 1975 beschermd gebied. Corcovado is 42.500 hectare groot.
Corcovado bevindt zich in het zuidwesten van het schiereiland Osa aan de Grote Oceaan. In het verleden werd naar goud gezocht in de rivieren van Corcovado, maar deze activiteit is tegenwoordig verboden. Door de grootte en de diversiteit aan flora en fauna geldt Corcovado als een van de belangrijkste nationale parken van Costa Rica.
Bij het park ligt Puerto Jiménez.